# Купрошпінель
Купрошпі́нель (рос. купрошпинель; англ. cuprospinel; нім. Cuprospinell m) — мінерал, оксид міді та заліза із магнетитового ряду групи шпінелей.

## Загальний опис
Хімічна формула: CuFe2O4.
Сингонія кубічна і тетрагональна. Кубічна більш стійка, особливо, при збільшенні температури. Виявлений у вигляді зростків з гематитом в сильно окисненому матеріалі рудних відвалів у провінції Ньюфаундленд (Канада).